# Ven-po
Ven-Po Aps er en privat danskejet virksomhed, der producerer splitter rundt til hele verden. Virksomheden ligger placeret i Hjerm, mellem Struer og Holstebro. Ven-Po Aps producerer omkring 35 millioner splitter om året, og distribuerer til hele verden.
Ven-Po Aps producerer 3 forskellige typer splitter:
- Ringsplitter
- Rørsplitter
- Fjedersplitter

En anden slags split, Hindu-splitten, er udgået pga. manglende interesse.
Ydermere producerer Ven-Po hårnåle.
Ven-Po Aps lager indeholder altid mellem 4,5-6 millioner splitter. Ven-Po Aps har 2 fuldautomatiske maskiner, blandt medarbejderne kaldt Prop & Berta, som producerer ringsplitter. Ven-Po Aps har sin egen værktøjsafdeling, som selv forsyner virksomheden med værktøj, til de forskellige maskiner.

## Historie
I starten gik virksomheden under navnet Hjerm Maskinfabrik, hvor virksomheden, i stedet for at lave splitter, producerede ventiler, deraf navnet. I 1975 dannedes Ven-Po Aps samtidig med indtrædelsen af Knud Erik Poulsen og Henning Poulsen i virksomheden som medejere. I 1984 flyttede virksomheden til nybyggede lokaler på sin nuværende adresse. Grundlæggeren, Henry V. Poulsen, trak sig ud af virksomheden i 1994.